# Alfredo Martín
Alfredo Ángel Martín, a volte riportato come Alfredo N. Martín (Buenos Aires, 30 aprile 1894 – 24 ottobre 1955), è stato un calciatore argentino, di ruolo attaccante.

## Caratteristiche tecniche
Giocava come attaccante, ed era in grado di ricoprire ciascuno dei cinque ruoli dello schema 2-3-5.

## Palmarès

### Competizioni nazionali
- Copa Campeonato: 3

Boca Juniors: 1919, 1920, 1923
- Copa de Competencia Jockey Club: 1

Boca Juniors: 1919
- Copa de Honor Cousenier: 1

Boca Juniors: 1920
- Copa Ibarguren: 1

Boca Juniors: 1923

### Competizioni internazionali
- Tie Cup: 1

Boca Juniors: 1919